# Bacalao Targarino
El bacalao Targarino (denominado en catalán como bacallà Targarí) es una preparación de bacalao típica de la provincia de Lérida (sobre todo en el municipio de Tárrega). Este preparación del bacalao ha sido creado por el cocinero Josep Maria Morell y promovido por el ayuntamiento de la ciudad es el plato identificador de la ciudad. Lo curioso de su elaboración es la mezcla de ingredientes en su preparación que contiene aquellos elementos propios de la huerta tagarina, como son: la alcachofa, la cebolla, el ajo y la manzana. Esta preparación es muy popular en los restaurantes de Tárrega, así como en la capital. 